# Rhopalaea flemingi
Rhopalaea flemingi is een zakpijpensoort uit de familie van de Diazonidae. De wetenschappelijke naam van de soort werd in 1880 voor het eerst geldig gepubliceerd door Herdman als Ciona flemingi.